# Aistopody
Aistopody – rząd czworonogów, beznogie lub o słabo rozwiniętych nogach. Ich pozycja filogenetyczna jest niepewna; tradycyjnie zaliczane są do lepospondyli, jednak z analizy filogenetycznej przeprowadzonej przez Andersona i współpracowników (2013) wynika, że mogą one być bazalnymi czworonogami nienależącymi do najmniejszego kladu obejmującego lepospondyle, temnospondyle, owodniowce i współczesne płazy.